# Улица Яблочкова (Москва)
У́лица Я́блочкова — улица на севере Москвы в Бутырском районе Северо-Восточного административного округа, между улицей Руставели и улицей Милашенкова.

## Происхождение названия
Изначально — Дендрологическая улица, затем аллея Бутырского Хутора, названная по её расположению в пределах Бутырского хутора (на месте бывшей Бутырской слободы). Переименована в 1956 году в честь П. Н. Яблочкова (1847—1894) — электротехника, изобретателя дуговой электрической лампы, положившего начало первой практической системе электрического освещения.

## Расположение
Улица Яблочкова проходит с юга на север, начинается от улицы Руставели, пересекает улицы Гончарова и Фонвизина и заканчивается, сливаясь с улицей Милашенкова недалеко от путепровода, соединяющего её с улицей Комдива Орлова.

## Примечательные здания и сооружения
- Дом 3 — ДЮСШ № 86;
- Дом 3А, строение 1 — городская поликлиника № 12, филиал № 4[1];
- Дом 5 — Лаборатория «на улице Яблочкова»;
- Дом 5, строение 1 — единый пункт отбора на контрактную службу;
- Дом 5, строения 2-3 — строительный техникум № 12; перед зданием установлен памятник воинам 3-й гвардейской танковой армии[2].
- Дом 5, строение 5 — единый пункт призыва, военкомат;
- Дом 8А — Московский институт права;
- Дом 8 — Департамент жилищной политики и жилищного фонда г. Москвы: приёмная службы «одного окна» по САО и СВАО;
- Дом 10А, строение 1 — МКАД Проект; журнал «Автогазозаправочный комплекс + альтернативное топливо»;
- Дом 10 — школа № 1236 с углублённым изучением английского языка;
- Дом 14/2 — автобусная станция «Тимирязевская»;
- Дом 16 — Культурно-досуговый центр «Ключ»;
- Дом 19 — Супермаркет «Пятёрочка», ранее «Перекрёсток»;
- Дом 19А — ПАО МГТС;
- Дом 19Б — ОАО «АСВТ»
- Дом 19Г — универсам «Пятерочка»;
- Дом 21Д, строение 3 — торговый дом «Депо-Молл»;
- Дом 21, строение 3 — «Ваш Ломбард на Савёловской», отд. Тимирязевское;
- Дом 21А — торговый центр «Тимирязевский»;
- Дом 20А — детский сад № 225 «Мэрхен» (с немецким этно-культурным компонентом образования);
- Дом 23, корпус 4 — детский сад № 1832;
- Дом 27 — Управления здравоохранения СВАО;
- Дом 29/5 — Северо-восточное окружное управление образования: Информационно-прокатный центр;
- Дом 29Б — Общероссийская Общественная Организация Российский Красный крест, Московское городское отделение, окружной комитет — Северо-восточное;
- Дом 29, корпус 5 — детский сад № 2149;
- Дом 33, строение 1 — центр женского здоровья[3];
- Дом 35 — жилой дом; здесь жил кинооператор Иосиф Голомб[4].
- Дом 35Г — школа № 963;
- Дом 35Г — Детская театр-студия «Золотой Ключик»;
- Дом 35В — Комиссия по комплектованию государственных дошкольных образовательных учреждений СВАО Бутырского района; детский сад № 1388;
- Дом 36 — жилой дом, магазин «Магнолия»;
- Дом 37 — торговая фирма «Бутырский хутор»;
- Дом 37Г — Общероссийский союз общественных организаций инвалидов «Союз инвалидов Отечества»;
- Дом 41 — Сберегательный Банк РФ (АКСБ РФ) Марьинорощинское отделение № 7981/01149; почтовое отделение № 322-И-127322;
- Дом 41, корпус 4 — детский сад № 1446;
- Дом 43 — библиотека СВАО № 82;
- Дом 49 — СВАО Бутырская межрайонная прокуратура.

## Общественный транспорт

### Метро
В середине улицы расположена станция метро  Тимирязевская. От северного конца улицы можно добраться до станции метро  Фонвизинская. До южного конца улицы можно добраться от станции метро  Дмитровская.

### Железнодорожный транспорт
В середине улицы расположена железнодорожная платформа  Тимирязевская. До южного конца улицы можно добраться от железнодорожной платформы  Дмитровская.

### Автобусы
По улице проходят маршруты автобусов (данные на 27 февраля 2025 года):
- с532:  Тимирязевская —  Фонвизинская —  Тимирязевская —  Бутырская —  Марьина Роща —  Белорусский вокзал
- 23: ЖК Юрлово —  Отрадное —  Фонвизинская —  Тимирязевская —  Фонвизинская
- с585: Огородный проезд —  Тимирязевская —  Владыкино —  Останкино —  ВДНХ —  Алексеевская —  Рижский вокзал — Капельский переулок
- 512:  Фонвизинская —  Тимирязевская —  Бутырская —  Марьина Роща —  Марьина Роща (только в сторону метро «Фонвизинская») — Стрелецкая улица